# فیانو
فیانو (به ایتالیایی: Fiano) یک کومونه در ایتالیا است که در استان تورین واقع شده‌است.

## خصوصیات
فیانو ۱۲٫۲ کیلومترمربع مساحت و ۲٬۶۴۸ نفر جمعیت دارد و ۴۳۰ متر بالاتر از سطح دریا واقع شده‌است.